# Homo bimbrownikus
Homo bimbrownikus – książka Andrzeja Pilipiuka wydana w sierpniu 2009 roku nakładem lubelskiego wydawnictwa Fabryka Słów. Jest dwudziestą książką pisarza opublikowaną przez tego wydawcę i zarazem szóstym tomem przygód jego najbardziej znanego bohatera, Jakuba Wędrowycza i jego przyjaciół. Zawiera cztery teksty: liczącą ok. 280 stron powieść Homo bimbrownikus oraz trzy opowiadania: Ostatnia misja Jakuba, Cyrograf i Ochwat. Na okładce książki umieszczono hasło reklamowe "Polska odpowiedź na Conana Barbarzyńcę". Autorem ilustracji jest Andrzej Łaski. 
Numer ISBN książki to 978-83-7574-188-9.